# Notre dernier printemps
Pour plus de détails, voir Fiche technique et Distribution.
Notre dernier printemps (Ερόικα (Eróika)) est un film grec réalisé par Michael Cacoyannis et sorti en 1960. Il fut présenté à la Berlinale.

## Synopsis
Égine, dans les années 1930. À la sortie du lycée, Loïzos et ses amis, dont Alekos, Dimitris et Andreas, créent une brigade de sapeurs pompiers et mènent une vie simple et heureuse, à l'image des anciens Grecs. Cependant, Nestor, qui a fait ses études au lycée catholique, tue par accident Andreas. Loïzos cherche à se venger. En parallèle, Loïzos, Alekos et Dimitris sont tous trois tombés amoureux de Monika, la fille de l'ambassadeur britannique. Lors d'un bal masqué à la résidence de l'ambassadeur, Alekos apprend par Sebastian, le frère de Monika, que celle-ci est amoureuse de Loïzos. Il décide de favoriser leur amour. Mais, Loïzos finit par s'enfuir de l'île avec une chanteuse plus âgée. Alekos devient le chef de la bande. Il met le feu à la maison de Nestor et viole Monika. Il est tué par Sebastian.

## Fiche technique
- Titre : Notre dernier printemps
- Titre original : Ερόικα (Eróika)
- Réalisation : Michael Cacoyannis
- Scénario : Michael Cacoyannis d'après le roman de Kosmas Politis (el)
- Production : Michael Cacoyannis
- Directeur de la photographie : Walter Lassaly
- Montage : Fred Burnley
- Son : John Fletcher
- Direction artistique : Yannis Tsarouchis
- Musique : Argyris Kounadis (el)
- Pays d'origine : Grèce
- Genre : drame
- Format  : noir et blanc
- Durée : 112 minutes
- Date de sortie : 1960

## Distribution
- Alexandros Mamatis - Alekos
- Jenny Russell - Monika
- Nikiforos Naneris - Dimitris
- Panos Goumas - Loïzos
- Patrick O'Brian - Sebastian
- Marie Ney - Mme Norton
- Tassó Kavadía
- Lydia Vasileiadou
- Jane Cobb
- Robin Fife
- Nikos Ignatiadis
- Giannis Voglis
- Nikos Pilavios - Nestor
- Faidon Georgitsis (el)
- Michalis Nikolinakos (en)
- Paris Pappis
- Nana Gatsi

## Récompenses
- Sélection à la Berlinale 1960
- festival de Londres 1960 : mention spéciale
- Semaine du cinéma grec 1961 : meilleur réalisateur ; meilleure photographie pour l'association grecque des critiques de cinéma